# Straßburger Straße
Straßburger Straße – stacja metra hamburskiego na linii U1. Stacja została otwarta 3 marca 1963. 

## Położenie
Stacja metra ze 120-metrowym centralnym peronem znajduje się pod Nordschleswiger Straße, w przybliżeniu pomiędzy Eulenkamp na południu i Straßburger Straße na północy. Kluczową cechą szczególną jest sufit motyl. Z obu końców peronu prowadzą schody na jeden hol dworcowy.